# Cyclaspis bacescui
Cyclaspis bacescui är en kräftdjursart som beskrevs av Omholt och Heard 1982. Cyclaspis bacescui ingår i släktet Cyclaspis och familjen Bodotriidae. Inga underarter finns listade i Catalogue of Life.